# Ageratina
Genre
Classification phylogénétique
Ageratina est un genre regroupant 250 à 290 espèces de plante à fleurs de la famille des Asteraceae.
Elles poussent généralement dans les régions chaudes d'Amérique et, pour quelques-unes, dans les régions plus froides de l'est des États-Unis. Deux espèces d'origine mexicaine sont devenues envahissantes en Australie et à Taïwan.
Ce sont des plantes vivaces ou buissons. Leurs inflorescences se compose de plusieurs capitules blancs, rouges ou rosâtre en grappes. Elles n'ont pas les fleurs à rayons typiques des composées.
Elles ont des tiges ligneuses multiples, très ramifiées. Les pétioles sont assez longs. Les feuilles sont triangulaires, dentelées et dégagent une odeur nauséabonde, musquée.

## Liste d'espèces
Selon ITIS :
- Ageratina adenophora (Spreng.) King & H.E. Robins.
- Ageratina altissima (L.) King & H.E. Robins.
- Ageratina aromatica (L.) Spach
- Ageratina havanensis (Kunth) King & H.E. Robins.
- Ageratina herbacea (Gray) King & H.E. Robins.
- Ageratina jucunda (Greene) Clewell & Woot.
- Ageratina lemmonii (B.L. Robins.) King & H.E. Robins.
- Ageratina luciae-brauniae (Fern.) King & H.E. Robins.
- Ageratina occidentalis (Hook.) King & H.E. Robins.
- Ageratina paupercula (Gray) King & H.E. Robins.
- Ageratina resiniflua (Urban) King & H.E. Robins.
- Ageratina riparia (Regel) King & H.E. Robins.
- Ageratina rothrockii (Gray) King & H.E. Robins.
- Ageratina shastensis (Taylor & Stebbins) King & H.E. Robins.
- Ageratina wrightii (Gray) King & H.E. Robins.

## Espèces
| - Ageratina adenophora - Ageratina altissima - Ageratina amblyolepis - Ageratina areolaris - Ageratina aromatica - Ageratina atrocordata - Ageratina beamanii - Ageratina bellidifolia - Ageratina blepharilepis - Ageratina brandegeana - Ageratina brevipes - Ageratina calaminthifolia - Ageratina calophylla - Ageratina campylocladia - Ageratina capillipes - Ageratina cardiophylla - Ageratina cerifera - Ageratina chazaroana - Ageratina chiapensis - Ageratina choricephala - Ageratina collodes - Ageratina conspicua - Ageratina crassiramea - Ageratina cremastra - Ageratina cronquistii - Ageratina cuencana - Ageratina cylindrica - Ageratina deltoidea - Ageratina dendroides - Ageratina dolichobasis - Ageratina enixa - Ageratina espinosarum - Ageratina etlensis - Ageratina flourensifolia - Ageratina feuereri - Ageratina geminata - Ageratina gentryana - Ageratina glabrata - Ageratina glauca - Ageratina glischra - Ageratina gonzalezorum - Ageratina grashoffii - Ageratina gypsophila | - Ageratina halbertiana - Ageratina havanensis - Ageratina helenae - Ageratina henzium - Ageratina herbacea - Ageratina heterophylla - Ageratina hyssopina - Ageratina irrasa - Ageratina isolepis - Ageratina jaliscensis - Ageratina jalpana - Ageratina jolotepecana - Ageratina josepaneroi - Ageratina jucunda - Ageratina kochiana - Ageratina lasia - Ageratina lasioneura - Ageratina leiocarpa - Ageratina lemmonii - Ageratina leptodictyon - Ageratina liebmannii - Ageratina ligustrina - Ageratina luciae-brauniae - Ageratina lucida - Ageratina macbridei - Ageratina macdonaldii - Ageratina macvaughii - Ageratina mairetiana - Ageratina malacolepis - Ageratina manantlana - Ageratina miahuatlana - Ageratina moorei - Ageratina muelleri - Ageratina neohintonorium - Ageratina nesomii - Ageratina oaxacana - Ageratina occidentalis - Ageratina oligocephala - Ageratina oreithales - Ageratina ovilla - Ageratina palmeri - Ageratina parayana - Ageratina paupercula | - Ageratina pazcuarensis - Ageratina pendula - Ageratina pelotropha - Ageratina petiolaris - Ageratina photina - Ageratina pichinchensis - Ageratina potosina - Ageratina pringlei - Ageratina prunellifolia - Ageratina pseudochilca - Ageratina queretaroana - Ageratina ramireziorum - Ageratina ramonensis - Ageratina resiniflua - Ageratina rhomboidea - Ageratina rhypodes - Ageratina riparia - Ageratina robinsoniana - Ageratina rothrockii - Ageratina rubicaulis - Ageratina salicifolia - Ageratina saltillensis - Ageratina sandersii - Ageratina scordonioides - Ageratina shastensis - Ageratina sodiroi - Ageratina sousae - Ageratina stricta - Ageratina sundbergii - Ageratina thyrsiflora - Ageratina tomentella - Ageratina triangulata - Ageratina triniona - Ageratina venulosa - Ageratina vernalis - Ageratina viburnoides - Ageratina viejoana - Ageratina viscosissima - Ageratina warnockii - Ageratina wrightii - Ageratina yecorana - Ageratina zunilana |